# مايكل دورتي
مايكل دورتي (بالإنجليزية: Michael Dougherty) (و. 1974  م) هو كاتب سيناريو، ومخرج أفلام، وكاتب أمريكي، ولد في كولومبوس، أوهايو.

## التعليم
تعلم في مدرسة تيش العليا للفنون.

## وصلات خارجية
- مايكل دورتي على موقع IMDb (الإنجليزية)
- مايكل دورتي على موقع ألو سيني (الفرنسية)
- مايكل دورتي على موقع أول موفي (الإنجليزية)
- مايكل دورتي على موقع بوكس أوفيس موجو (الإنجليزية)
- مايكل دورتي على موقع قاعدة بيانات الأفلام السويدية (السويدية)
- مايكل دورتي على موقع قاعدة بيانات الفيلم (الإنجليزية)
- مايكل دورتي على موقع كينوبويسك (الروسية)